# Art Ravensdale
Art Ravensdale, född 5 januari 1911, död 15 november 1975, var en friidrottare från Kanada. Han deltog vid olympiska sommarspelen 1932.